# KJS (JavaScript)
KJS – silnik JavaScript, który pierwotnie powstał na potrzeby przeglądarki internetowej Konqueror w środowisku KDE. Napisał go Harri Porten w 2000 roku.